# Nina Getsko-Lobova
Nina Romanivna Getsko-Lobova (ukrainska: Ніна Романівна Гецко-Лобова), född den 10 juli 1957 i Zestaponi, Georgiska SSR, Sovjetunionen (nu Georgien), är en ukrainsk sovjetisk före detta handbollsspelare.
Hon tog OS-guld i damernas turnering  i samband med de olympiska handbollstävlingarna 1976 i Montréal.